# Bobby Arber
Robert Leonard „Bobby“ Arber (* 13. Januar 1951 in Poplar) ist ein ehemaliger englischer Fußballspieler. Arber spielte während seiner Profikarriere für Klubs in England, Südafrika und den Vereinigten Staaten, später wirkte er in den Nachwuchsbereichen von Tottenham Hotspur und dem FC Arsenal.

## Karriere
Arber wechselte im März 1968 innerhalb von London aus dem Jugendbereich des FC Arsenal zum FC Orient. Nachdem er bereits zum Ende der Saison 1971/72 zu einigen Einsätzen gekommen war, erhielt er nach dem Abgang von Dennis Rofe zu Leicester City im August 1972 unter Trainer George Petchey vermehrt Einsatzzeiten und kam in der Spielzeit 1972/73 zu 28 Ligaeinsätzen, zumeist als linker Außenverteidiger. Nachdem ihm im Oktober 1973 mitgeteilt wurde, dass er den Verein verlassen kann und er Anfang Januar 1974 im FA Cup sein einziges Pflichtspiel der Saison für Orient bestritt, schloss er sich Ende Januar 1974 auf Leihbasis zunächst kurzzeitig dem Drittligisten Southend United an. Im März 1974 wechselte er nach Südafrika zu den Johannesburg Rangers in die National Football League, in der nur „Weiße“ spielen durften (vgl. Apartheid).
Mutmaßlich nach der Einstellung der Liga im Jahr 1977, sein Sohn Mark Arber – später ebenfalls Profifußballer – wurde im Oktober 1977 noch in Südafrika geboren, kehrte er nach England zurück. Bereits in der Saison 1976/77 hatte Arber sieben Ligapartien für Tooting & Mitcham United in der Isthmian League bestritten, von 1978 bis 1980 war er in 91 Pflichtspielen (1 Tor) für den Ligakonkurrenten FC Barking aktiv. Bereits 1979 trat er erstmals in der US-amerikanischen American Soccer League bei Sacramento Gold in Erscheinung, die von Bill Williams trainierte Mannschaft um Torhüter Peta Bala'c und Toptorjäger Ian Filby gewann in jener Saison die Meisterschaft. Nach einer weiteren Spielzeit bei Sacramento schloss sich Arber den Atlanta Chiefs an, für die er in der North American Soccer League sowohl im Hallenfußball als auch auf dem Großfeld in Erscheinung trat.
Zurück in England bestritt er für den FC Dagenham in der Saison 1982/83 13 Partien (1 Tor) in der fünftklassigen Alliance Premier League, in der Saison 1983/84 gewann er mit dem FC Dartford die Meisterschaft der Southern League. In der Mannschaft gehörte er neben Tony Burman, Terry Sullivan, Francis Cowley, Dave Jacques, Tony Pamphlett und Bob Makin zu den herausragenden Spielern. Zudem erreichte er mit dem Team die erste Hauptrunde des FA Cups (1:2-Niederlage beim FC Millwall) und das Finale um den Southern League Cup (0:3-Niederlage nach Verlängerung im Rückspiel gegen AP Leamington). Nach dem Titelgewinn und insgesamt 53 Pflichtspieleinsätzen (2 Tore) in der Saison 1983/84, wechselte er zu Woodford Town. Von Januar 1985 bis Ende 1986 war er als Spielertrainer nochmals bei Barking tätig, in zwei Jahren lief er aber selbst nur noch elf Mal auf.
Später wurde er Jugendtrainer bei Tottenham Hotspur und trainierte dabei unter anderem die späteren Nationalspieler Narada Bernard, Peter Crouch und Ledley King, Letzterer beschrieb Arbers Trainingsmethoden als „von der alten Schule“, mit einem Fokus auf Konditionsübungen und der viel Wert auf „Tatendrang, Entschlossenheit und Wille“ legte. 1996 gewann er mit der U16 des Klubs den prestigeträchtigen Milk Cup. 1999 wurde er Vollzeit-Scout beim FC Arsenal, Anfang 2008 geriet er in die Kritik, weil er minderjährige ausländische Spieler dazu gedrängt haben soll, die Berateragentur zu wechseln. 2015 war er immer noch im Nachwuchsbereich des FC Arsenal beschäftigt.